# بيكيرمي
بيكيرميون (Πικέρμιον) هي مدينة في إقليم أتيكا في اليونان.